# Plagionotus scalaris
Plagionotus scalaris là một loài bọ cánh cứng trong họ Cerambycidae.